# Posiń (mijanka)
Posiń (ros. Посинь) – mijanka i przystanek kolejowy w miejscowości Posiń, w rejonie siebieskim, w obwodzie pskowskim, w Rosji. Położona jest na linii Moskwa – Siebież – Ryga, będąc ostatnim na tej linii punktem zatrzymywania się pociągów położonym w Rosji, przed granicą z Łotwą.

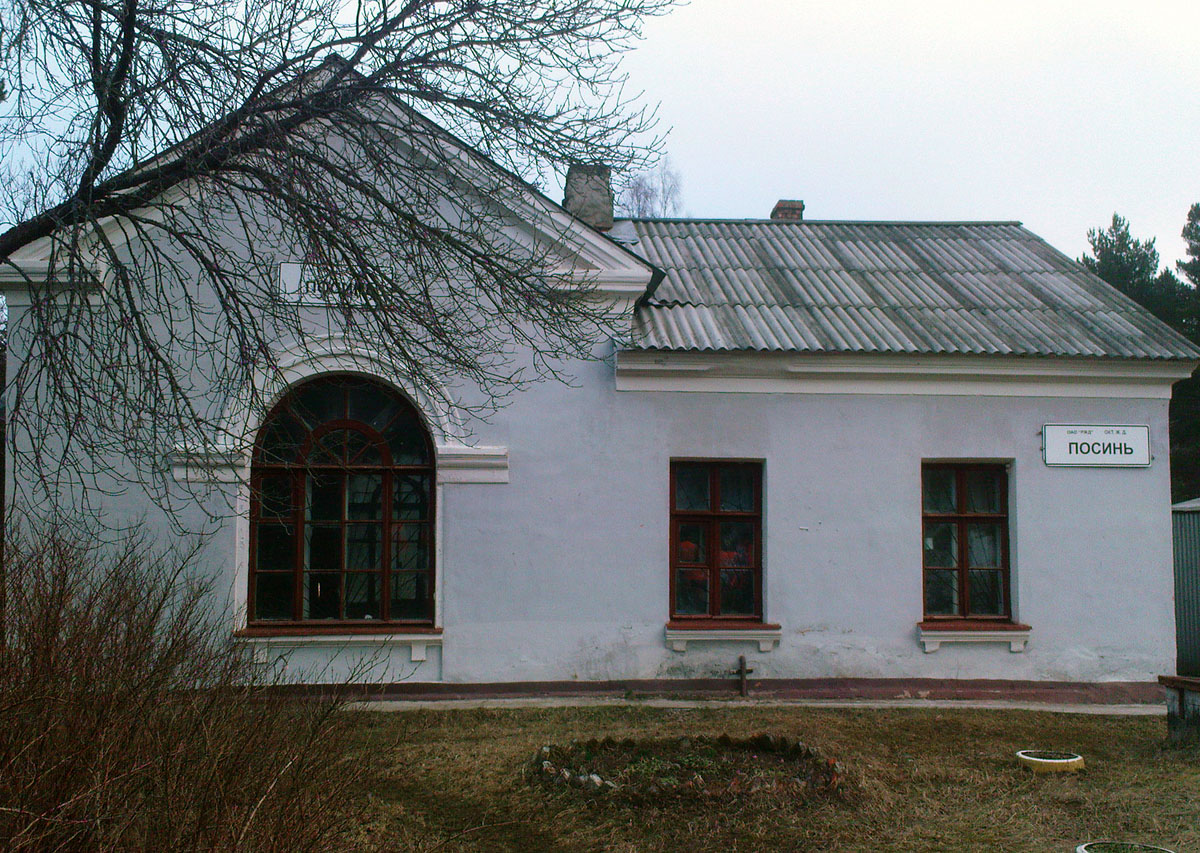
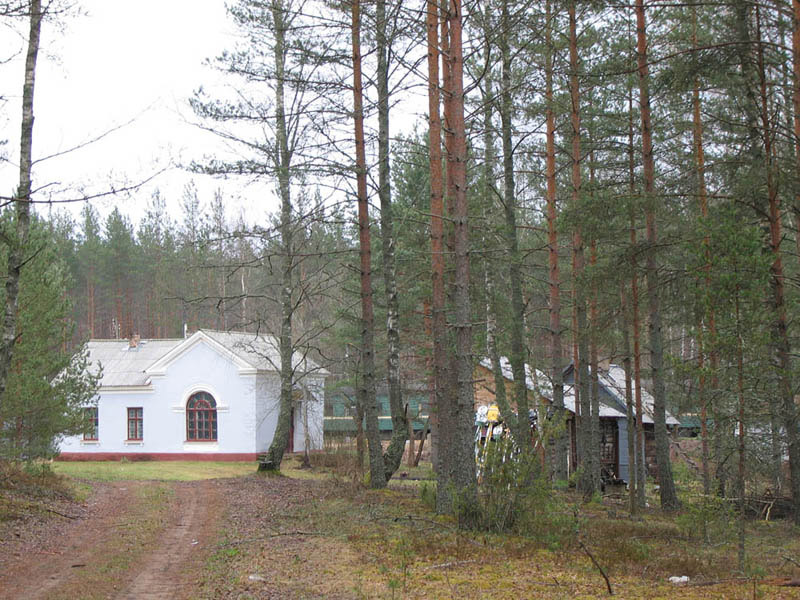
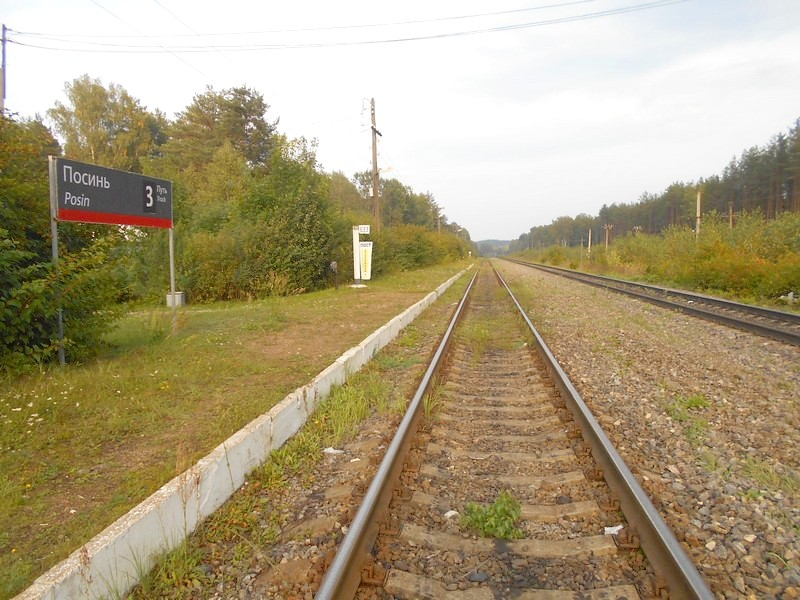
Widok w stronę Nowosokolników